# Australofannia spiniclunis
Australofannia spiniclunis là một loài ruồi trong họ Fanniidae. Đây là loài duy nhất trong chi Australofannia phân bố ở đông nam Úc. Loài này được miêu tả đầu tiên năm 1977 bởi Adrian C. Pont.